# Quercus asymmetrica
Quercus asymmetrica Hickel & A.Camus – gatunek roślin z rodziny bukowatych (Fagaceae Dumort.). Występuje naturalnie w Chinach – w prowincjach Guangdong, Hajnan i Jiangxi (na południu), a także w regionie autonomicznym Kuangsi.

## Morfologia
PokrójZimozielone drzewo dorastające do 15 m wysokości.
LiścieBlaszka liściowa jest skórzasta i ma eliptyczny, podługowato eliptyczny lub owalnie lancetowaty kształt. Mierzy 5–12 cm długości oraz 2,5–6 cm szerokości, jest piłkowana na brzegu, ma klinową nasadę i spiczasty wierzchołek. Ogonek liściowy jest nagi i ma 20–45 mm długości.
OwoceOrzechy o podługowatym kształcie, dorastają do 20–25 mm długości i 25–28 mm średnicy. Osadzone są pojedynczo w kubkowatych miseczkach do 35% ich długości. Same miseczki mierzą 6–8 mm średnicy.

## Biologia i ekologia
Rośnie w wilgotnych wiecznie zielonych lasach. Występuje na wysokości od 500 do 1000 m n.p.m. Kwitnie od maja do czerwca, natomiast owoce dojrzewają od października do listopada.